# Lunca Priporului, Buzău
Lunca Priporului este un sat ce aparține orașului Nehoiu din județul Buzău, Muntenia, România.